# NGC 1331
NGC 1331 = IC 324 ist eine elliptische Galaxie vom Hubble-Typ E2 im Sternbild Eridanus am Südsternhimmel. Sie ist schätzungsweise 50 Millionen Lichtjahre von der Milchstraße entfernt und hat einen Durchmesser von etwa 15.000 Lichtjahren.

Im selben Himmelsareal befinden sich u. a. die Galaxien NGC 1319, NGC 1325, NGC 1332, IC 1928.
Das Objekt wurde von dem deutsch-britischen Astronomen William Herschel am 19. Dezember 1799 entdeckt (als NGC 1331 gelistet) und am 3. Dezember 1888 vom französischen Astronomen Guillaume Bigourdan wiederentdeckt (als IC 324 aufgeführt).